# Varisella
Varisella település Olaszországban, Lombardia régióban, Torino megyében. Lakosainak száma 825 fő (2023. január 1.). Varisella Fiano, La Cassa, Val della Torre, Vallo Torinese, Viù és Givoletto községekkel határos.

## Népesség
A település népességének változása:
| Lakosok száma | 816  | 826  | 830  | 825  |
|               | 2017 | 2018 | 2019 | 2023 |